# ヴァイス・メディア
ヴァイス・メディア（Vice Media）は、アメリカ合衆国に本部を置く、カナダのデジタルメディア、放送会社。
ヴァイス・メディアは、HBOでニュース番組を放送している。
危険な場所への潜入取材などの動画報道で高い評価を得ていたが、広告収入の減少などで経営不振が続き、2023年5月16日に連邦倒産法第11章の適用を申請した。同時に、最大の債権者である投資ファンドのフォートレス・インベストメント・グループなどが2億2500万ドルで同社を買収することで合意したと発表した。